# Histoire de l'Amérique française
Histoire de l'Amérique française est un livre rédigé en collaboration par deux historiens français, Gilles Havard et Cécile Vidal, paru en 2003 aux Éditions Flammarion. Plusieurs rééditions en ont été données, de 2006 à 2019. 

## Les auteurs
Gilles Havard est historien (doctorat en histoire de l'Université Paris 7) et directeur de recherche au CNRS. Il s'intéresse à l’histoire des relations entre Européens et Amérindiens en Amérique du Nord (XVIe – XIXe siècle). Cécile Vidal est historienne (doctorat en histoire de l'École des hautes études en sciences sociales de Paris). Ses travaux de recherche portent sur l’histoire sociale de l'impérialisme, du colonialisme et de l'esclavagisme dans les mondes atlantiques du XVIIe au XIXe siècle. 

## Argument
Les deux auteurs retracent l'évolution des efforts coloniaux français en Amérique du Nord et au Brésil. S'attardant à l'exploration, au peuplement, aux institutions coloniales, aux rapports franco-amérindiens, aux villes, au commerce colonial, à l'édification de sociétés nouvelles puis à la chute et à la renaissance avortée de l'Empire français d'Amérique, le volume de 863 pages (pour la 5e édition publiée en 2019) est riche en informations. L'essai cherche à ne pas galvauder les entreprises coloniales spécifiques à la Louisiane (Pays des Illinois et Basse-Louisiane) et aux Pays d'en Haut (Bassin des Grands Lacs actuel) au profit de la colonie laurentienne située entre Montréal et Québec déjà connue à l'époque sous le nom de Canada. De plus, Gilles Havard et Cécile Vidal soulignent dans l'introduction que l'ouvrage « obéit entre autres à deux objectifs qui s’entrecroisent : d’une part éclairer l’histoire des colonies en tenant compte de ce que fut la société d’Ancien Régime, mais aussi, de l’autre, mieux saisir les nuances de cette société en l’inscrivant dans son contexte expansionniste » .

## Éditions
Depuis sa parution en 2003, le livre est édité à plusieurs reprises. La 5e édition, la plus récente publiée en 2019, contient 863 pages et comporte une bibliographie complémentaire. De plus, Histoire de l'Amérique française fait partie depuis 2006 de la collection « Champs » chez Flammarion.

## Plan et structure
L'ouvrage se divise en 13 chapitres et un épilogue, comme suit :
Chapitre 1 - Le XVIe siècle : le temps des tâtonnements
Chapitre 2 - Les étapes de la colonisation
Chapitre 3 - Pouvoirs et institutions
Chapitre 4 - Un peuplement multi-ethnique : Amérindiens, Européens et Africains
Chapitre 5 - Enfants et alliés : les Indiens et l'empire français
Chapitre 6 - Un monde franco-indien
Chapitre 7 - Les villes de l'Amérique française
Chapitre 8 - L'exploitation du territoire
Chapitre 9 - Échanges, transports et commerce
Chapitre 10 - Esclaves et esclavage
Chapitre 11 - Des sociétés nouvelles
Chapitre 12 - La chute d'un empire
Chapitre 13 - Faire renaître la Nouvelle-France ? (1763-1803)
Épilogue « Je me souviens  »

## Réception critique et universitaire
Dans la revue Histoire, économie et société, la professeure d'histoire moderne Marie Houllemare note en 2006 qu'une des spécificités de l'ouvrage est de « prendre en compte à la fois une tradition historiographique européanocentriste de domination par les colonisateurs et une histoire des contacts socioculturels entre des populations très différentes».